# J3 League
J3 League (J3リーグ J3 Rīgu) hay viết tắt J3 là hạng đấu thứ ba của Giải bóng đá chuyên nghiệp Nhật Bản (日本プロサッカーリーグ Nippon Puro Sakkā Rīgu) chính thức trở thành giải đấu bóng đá chuyên nghiệp thứ ba của Nhật Bản bắt đầu từ năm 2014.

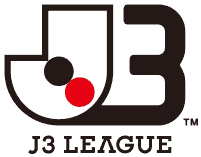
Biểu trưng cũ

Giải đấu cao thứ ba toàn quốc có sự liên quan đến sự phát triển của bóng đá Nhật Bản gần đây đã được bắt đầu từ năm 1992 (hạng hai của JFL cũ), dù vậy chỉ kéo dài trong hai mùa. Năm 1999, sau khi thành lập J.League Hạng 2 (nay là J2 League), một Giải bóng đá Nhật Bản mới được tạo ra, chính thức trở thành hạng đấu thứ ba. Sau khi giới thiệu J3 thì JFL trở thành giải đấu thứ tư, lần đầu tiên trong lịch sử bóng đá Nhật Bản.
Trong mùa giải mở đầu, giải lấy tên theo nhà tài trợ là, Meiji Yasuda Life Insurance J3 League.

## Lịch sử của giải đấu hạng thứ ba Nhật Bản

### Nghiệp dư (–2013)
Một giải đấu hạng thứ ba quốc gia của bóng đá Nhật Bản được thành lập cùng với việc lên chuyên năm 1992, khi Giải bóng đá Nhật Bản mới được tạo ra thi đấu dưới hai bậc so với giải chuyên nghiệp J.League. Nhưng sau khi một số câu lạc bộ rời bỏ vì nhiều lý do khác nhau - một vài đội lên J.League còn một vài đội thì giải thể- giải đấu bị loại bỏ năm 1992 và chỉ còn một hạng đấu thứ 2.
Giải hạng thứ ba được thành lập trở lại năm 1999 sau khi J2 lên chuyên nghiệp. Giải JFL cũ bị hủy nhưng một Giải bóng đá Nhật Bản mới được tạo lại cùng năm dành cho các câu lạc bộ nghiệp dư ở hạng cao nhất. Rồi các câu lạc bộ nghiệp dư nhanh chóng chính thức trở thành de facto bán-chuyên nghiệp, mong muốn trở thành thành viên của J. League. Sau khi thành lập hệ thống thành viên liên kết năm 2006 số thành viên đã hoặc đang có kế hoạch trở thành câu lạc bộ chuyên nghiệp tăng mạnh và đạt đỉnh điểm vào mùa 2013 khi 6 thành viên đầy đủ và 2 ứng cử viên cũ đã chiếm gần một nửa của 18 đội tham dự giải. Sau quá trình diễn ra giải con số đội tăng lên lớn hơn, đạt 10 câu lạc bộ liên kết đầy đủ và hình thành cốt lõi J3.

### Chuyên nghiệp hóa và thành lập giải (2013)
Kết thúc mùa giải 2012 truyền thông Nhật Bản bắt đầu đưa ra những tin đồn về việc sắp có giải đấu chuyên nghiệp thứ 3 có thể được gọi là "J3" hoặc "J. Challenge League". Phần lớn nguồn tin đều cho rằng giải đấu mới sẽ có từ 10–12 câu lạc bộ, và phần lớn trong số ấy là thành viên liên kết. Giải đấu cũng sẽ cung cấp các tiêu chí cấp phép thoải mái hơn so với J2 - ví dụ: chỗ ngồi sân vận động của chỉ cần 3000 và bắt buộc phải có hệ thống đèn chiếu sáng.
Sau khi thảo luận của Ủy ban Chung J1-J2 vào ngày 16 tháng Giêng 2013, các câu lạc bộ J. League đều cơ bản đồng ý thành lập một giải đấu mới vào năm 2014. Quyết định chính thức được đưa ra bởi Hôi đồng J. League vào ngày 26 tháng Hai trong cuộc họp ban chấp hành. Giải đấu dự kiến gồm 10 đội, nhưng trong một phiên học khác của Hội đồng J. League vào tháng Bảy quyết định J3 mùa đầu tiên có 12 đội.
Để tham gia, một câu lạc bộ phải là thành viên liên kết, hoặc phải nộp đăng ký trước ngày 30 tháng 6 năm 2013, và sau đó phải thông qua một cuộc kiểm tra để có được một giấy phép tham gia do Hội đồng J. League cấp. Ngày 19 tháng Mười một, J. League xác nhận những câu lạc bộ dưới đâu được tham dự J3 mùa đầu tiên:
- Gainare Tottori (xuống hạng từ J.League Hạng 2 2013)
- Blaublitz Akita (JFL)
- Machida Zelvia (JFL)
- SC Sagamihara (JFL)
- Nagano Parceiro (JFL)
- Zweigen Kanazawa (JFL)
- YSCC Yokohama (JFL)
- FC Ryukyu (JFL)
- Fukushima United (JFL)
- Fujieda MYFC (JFL)
- Grulla Morioka (Tōhoku League, Vô địch Tōhoku League 2013 và vô địch Trận thăng hạng Khu vực)
- Đội U-22 J. League, bao gồm những cầu thủ trẻ xuất sắc của J1 và J2 nhằm chuẩn bị cho Olympics 2016 [9]

### Kế hoạch tương lai
Không có một thông tin rõ ràng nào về việc có mở rộng giải đấu hay không nhưng dường như J3 sẽ tiếp tục thu nhận thêm các đội mới sau mùa giải đầu tiên. Dưới đây là danh sách các câu lạc bộ đã đăng ký tham gia trong năm 2013 nhưng đã bị từ chối bởi J.League vì nhiều lý do:
- Renofa Yamaguchi (JFL) – Thành viên Liên kết J. League, là lựa chọn thứ 2 sau Grulla Morioka thất bại trong các cuộc kiểm tra cuối cùng
- Azul Claro Numazu (JFL) – Thành viên Liên kết J. League, là lựa chọn thứ 3 Grulla và Renofa
- Vanraure Hachinohe (JFL) – Thành viên Liên kết J. League
- Tonan Maebashi (Kanto League D1) – Thành viên Liên kết J. League
- Nara Club (Kansai League D1) – Thành viên Liên kết J. League
- Honda Lock (JFL)
- Tochigi Uva (JFL)
- Suzuka Rampole (Tōkai League)

Hầu hết các câu lạc bộ tiếp tục để J3 là mục tiêu cuối cùng của họ.
Một số nguồn tin cho rằng J3 được thiết kế để đạt được lên đến 60 câu lạc bộ trong tương lai, được chia thành ba bộ phận khu vực hoá đang chạy song song.

## Mùa 2015

### Thể thức
Giải đấu sẽ thi đấu ba vòng, mỗi đội sẽ thi đấu 33 trận. Đội U-22 J.League sẽ thi đấu tất cả các trận trên sân khách.
Mỗi đội phải có ít nhất 3 cầu thủ có hợp đồng chuyên nghiệp. Hai cầu thủ nước ngoài được cho phép mỗi đội, cộng thêm một cầu thủ đến từ đối tác ASEAN của J. League. Đội hình mỗi vòng đấu gồm 16 cầu thủ, và cho phép 5 sự thay thế trong một trận đấu.

#### Lên xuống hạng
Quy định lên J2 cũng giống như của Giải bóng đá Nhật Bản những mùa gần đây: để lên hạng, một câu lạc bộ phải đáp ứng yêu cầu của J2 và nằm trong 2 đội dẫn đầu. Đội U-22 sẽ không được lên hạng bất chấp thứ hạng của họ. Đội vô địch sẽ lên hạng trực tiếp, thay thể cho đội thứ 22 J2; còn đội á quân sẽ đá playoff với đội thư 21 J2. Nếu một hoặc cả hai đội dẫn đầu không thể lên hạng thì suất lên hạng trực tiếp và/hoặc trận playoff sẽ được tráo đổi đề phù hợp với vị trí của câu lạc bộ có thể lên hạng.
Không có xuống hạng JFL theo dự đoán trong tương lai

### Câu lạc bộ tham dự (2015)
| Câu lạc bộ        | Năm gia nhập | Số mùa tại J3 | Trụ sở                | Mùa đầu tiên tại hạng 3 | Số mùa tại hạng 3 | Giai đoạn hiện tại ở hạng 3 | Giai đoạn gần nhất ở J2 |
| ----------------- | ------------ | ------------- | --------------------- | ----------------------- | ----------------- | --------------------------- | ----------------------- |
| Blaublitz Akita   | 2014         | 2             | Toàn Akita            | 2007                    | 9                 | 2007—                       | —                       |
| Fukushima United  | 2014         | 2             | Fukushima, Fukushima  | 2013                    | 3                 | 2013—                       | —                       |
| Gainare Tottori   | 2011 (J2)    | 2             | Toàn Tottori          | 2001                    | 12                | 2014—                       | 2011–2013               |
| Grulla Morioka    | 2014         | 2             | Morioka, Iwate        | 2014                    | 2                 | 2014—                       | —                       |
| Đội U-22 J.League | 2014         | 2             | Chỉ thi đấu sân khách | 2014                    | 2                 | 2014—                       | —                       |
| Kataller Toyama   | 2009 (J2)    | 1             | Toàn Toyama           | 2008                    | 2                 | 2015—                       | 2009–2014               |
| Fujieda MYFC      | 2014         | 2             | Fujieda, Shizuoka     | 2012                    | 4                 | 2012—                       | —                       |
| Nagano Parceiro   | 2014         | 2             | Bắc Nagano            | 2011                    | 5                 | 2011—                       | —                       |
| Renofa Yamaguchi  | 2015         | 1             | Yamaguchi, Yamaguchi  | 2015                    | 1                 | 2015—                       | —                       |
| FC Ryukyu         | 2014         | 2             | Toàn Okinawa          | 2006                    | 10                | 2006—                       | —                       |
| SC Sagamihara     | 2014         | 2             | Sagamihara, Kanagawa  | 2013                    | 3                 | 2013—                       | —                       |
| YSCC Yokohama     | 2014         | 2             | Yokohama, Kanagawa    | 2012                    | 4                 | 2012—                       | —                       |
| Machida Zelvia    | 2012 (J2)    | 2             | Machida, Tokyo        | 2009                    | 6                 | 2013—                       | 2012                    |

- Nền xám chỉ các câu lạc bộ gần nhất xuống hạng/giáng từ J2 League.
- Nền hồng chỉ các câu lạc bộ gần nhất lên hạng từ JFL.
- "Năm gia nhập" là năm câu lạc bộ gia nhập J. League.
- "Mùa giải đầu tiên tại hạng 3," "Số mùa tại hạng 3," "Giai đoạn hiện tại ở hạng 3," bao gồm cả JFL.

## Câu lạc bộ cũ
| Câu lạc bộ       | Năm gia nhập | Số mùa tại J3 | Trụ sở             | Mùa đầu tiên tại hạng 3 | Số mùa tại hạng 3 | Giai đoạn gần nhất ở hạng 3 | Giải đấu hiện tại |
| ---------------- | ------------ | ------------- | ------------------ | ----------------------- | ----------------- | --------------------------- | ----------------- |
| Zweigen Kanazawa | 2014         | 1             | Kanazawa, Ishikawa | 2010                    | 5                 | 2010–2014                   | J2                |

- Nền hồng chỉ các câu lạc bộ gần nhất lên hạng J2
- "Năm gia nhập" là năm câu lạc bộ gia nhập J. League.
- "Mùa giải đầu tiên tại hạng 3," "Số mùa tại hạng 3," "Giai đoạn hiện tại ở hạng 3," bao gồm cả JFL.

## Lịch sử Vô địch/Lên hạng
| Mùa  | Vô địch          | Á quân           | Hạng ba           |
| ---- | ---------------- | ---------------- | ----------------- |
| 2014 | Zweigen Kanazawa | Nagano Parceiro† | Machida Zelvia    |
| 2015 | Renofa Yamaguchi | Machida Zelvia‡  | Nagano Parceiro   |
| 2016 | Oita Trinita     | Tochigi SC       | Nagano Parceiro   |
| 2017 | Blaublitz Akita  | Tochigi SC       | Azul Claro Numazu |
| 2018 | FC Ryukyu        | Kagoshima United | Gainare Tottori   |

* Đậm chỉ các đội lên hạng;
† Thua trận playoff J2–J3;
‡ Thắng trận playoff J2–J3 và lên hạng;

### Những câu lạc bộ thành công nhất
Câu lạc bộ đậm đang thi đấu tại J3 mùa 2019.
| Câu lạc bộ       | Vô địch | Á quân | Lê hạng | Năm vô địch | Năm á quân | Năm lên hạng |
| ---------------- | ------- | ------ | ------- | ----------- | ---------- | ------------ |
| Zweigen Kanazawa | 1       | 0      | 1       | 2014        |            | 2014         |
| Nagano Parceiro  | 0       | 1      | 0       |             | 2014       |              |
| Oita Trinita     | 1       |        | 1       | 2016        |            | 2016         |
| FC Ryukyu        | 1       |        | 1       | 2018        |            | 2018         |
| Blaublitz Akita  | 1       |        |         | 2017        |            |              |
| Renofa Yamaguchi | 1       | 0      | 1       | 2015        |            | 2015         |
| Tochigi SC       | 0       | 2      |         |             | 2016,2017  | 2017         |
| Kagoshima United | 0       | 1      | 1       |             | 2018       | 2018         |
| Machida Zelvia‡  | 0       | 1      | 1       |             | 2015       | 2015         |